# 토니 P. 홀
토니 패트릭 홀(Tony Patrick Hall, 1942년 1월 16일 ~ )은 미국의 정치인으로 미국 유엔식량농업기구 주재 미국 대사이다.

## 학사
- 데니슨 대학교 인문사회 학사

## 경력
- 1969.01 ~ 1972.12 제108·109대 오하이오주 제87선거구 하원의원
- 1973.01 ~ 1979.01 제110·111·112대 오하이오주 제6선거구 상원의원
- 1979.01 ~ 2002.09 제96·97·98·99·100·101·102·103·104·105·106·107대 미국 오하이오 제3선거구 연방하원의원
- 2002.09 ~ 2006.04 제7대 유엔식량농업기구 주재 미국 대사

## 역대 선거 결과
| 선거명      | 직책명                         | 대수  | 정당   | 득표율  | 득표수      | 결과 | 당락                     |
| ----------- | ------------------------------ | ----- | ------ | ------- | ----------- | ---- | ------------------------ |
| 1968년 선거 | 하원의원 (오하이오 제87선거구) | 108대 | 민주당 | 0%      | 표          | 1위  | 오하이오 주의원 당선     |
| 1970년 선거 | 하원의원 (오하이오 제87선거구) | 109대 | 민주당 | 0%      | 표          | 1위  | 오하이오 주의원 당선     |
| 1972년 선거 | 상원의원 (오하이오 제6부)      | 110대 | 민주당 | 0%      | 표          | 1위  | 오하이오 주의원 당선     |
| 1974년 선거 | 오하이오 주무장관              | 44대  | 민주당 | 47.88%  | 1,343,603표 | 2위  | 낙선                     |
| 1976년 선거 | 상원의원 (오하이오 제6부)      | 112대 | 민주당 | 0%      | 표          | 1위  | 오하이오 주의원 당선     |
| 1978년 선거 | 하원의원 (오하이오 제3선거구)  | 96대  | 민주당 | 53.81%  | 62,847표    | 1위  | 오하이오주 하원의원 당선 |
| 1980년 선거 | 하원의원 (오하이오 제3선거구)  | 97대  | 민주당 | 57.27%  | 95,558표    | 1위  | 오하이오주 하원의원 당선 |
| 1982년 선거 | 하원의원 (오하이오 제3선거구)  | 98대  | 민주당 | 87.70%  | 119,926표   | 1위  | 오하이오주 하원의원 당선 |
| 1984년 선거 | 하원의원 (오하이오 제3선거구)  | 99대  | 민주당 | 100.00% | 151,398표   | 1위  | 오하이오주 하원의원 당선 |
| 1986년 선거 | 하원의원 (오하이오 제3선거구)  | 100대 | 민주당 | 73.65%  | 98,311표    | 1위  | 오하이오주 하원의원 당선 |
| 1988년 선거 | 하원의원 (오하이오 제3선거구)  | 101대 | 민주당 | 76.89%  | 141,953표   | 1위  | 오하이오주 하원의원 당선 |
| 1990년 선거 | 하원의원 (오하이오 제3선거구)  | 102대 | 민주당 | 100.00% | 116,797표   | 1위  | 오하이오주 하원의원 당선 |
| 1992년 선거 | 하원의원 (오하이오 제3선거구)  | 103대 | 민주당 | 59.67%  | 146,072표   | 1위  | 오하이오주 하원의원 당선 |
| 1994년 선거 | 하원의원 (오하이오 제3선거구)  | 104대 | 민주당 | 59.30%  | 105,342표   | 1위  | 오하이오주 하원의원 당선 |
| 1996년 선거 | 하원의원 (오하이오 제3선거구)  | 105대 | 민주당 | 63.64%  | 144,583표   | 1위  | 오하이오주 하원의원 당선 |
| 1998년 선거 | 하원의원 (오하이오 제3선거구)  | 106대 | 민주당 | 69.32%  | 114,198표   | 1위  | 오하이오주 하원의원 당선 |
| 2000년 선거 | 하원의원 (오하이오 제3선거구)  | 107대 | 민주당 | 82.96%  | 177,731표   | 1위  | 오하이오주 하원의원 당선 |